# Expédition 59 (ISS)
Insigne de la mission
Équipage de l'expédition 59
Chronologie
Expédition 58 Expédition 60
L'expédition 59 est le 59e roulement de l'équipage de l'ISS, allant de mars à juin 2019. Elle est dirigée par le cosmonaute Oleg Kononenko, qui assure ce rôle pour la seconde fois.

## Équipage
| Rôle               | Membre d'équipage                              |
| ------------------ | ---------------------------------------------- |
| Commandant         | Oleg Kononenko - RSA Quatrième vol spatial     |
| Ingénieur de vol 1 | David Saint-Jacques - CSA Premier vol spatial  |
| Ingénieur de vol 2 | Anne McClain - NASA Premier vol spatial        |
| Ingénieur de vol 3 | Alekseï Ovtchinine - RSA Troisième vol spatial |
| Ingénieur de vol 4 | Nick Hague - NASA Second vol spatial           |
| Ingénieur de vol 5 | Christina Koch - NASA Premier vol spatial      |

## Déroulement
L'Expédition 59 débute le 15 mars 2019, lors de l'arrivée du Soyouz MS-12 à bord de la Station spatiale internationale. Dans la continuité de l'Expédition 58, le cosmonaute Oleg Kononenko assure le commandement de la Station. En temps normal, une expédition débute lors du départ d'un véhicule Soyouz. Pour reprendre le rythme normal après l'incident du Soyouz MS-10, les planificateurs de mission ont décidé que l'Expédition 58 débuterait au départ du Soyouz MS-09 et se conclurait à l'arrivée du MS-12. L'Expédition 59 est donc la première à reprendre un roulement normal depuis l'incident en octobre 2018.
L'équipage s'est rapidement attelé à la préparation d'une première sortie extra-véhiculaire, qui fut réalisée le 22 mars par Anne McClain et Nick Hague. Les deux astronautes ont installé de nouveaux adaptateurs pour les nouvelles batteries lithium-ion. Ces batteries devaient être installées en septembre 2018 par l'Expédition 56, mais le report du tir du cargo avait retardé leur arrivée. Reprogrammée en octobre, leur installation fut rendue impossible par l'équipage réduit à bord de la Station, après l'incident du Soyouz MS-10. Au cours de cette sortie, McClain et Hague ont également retiré des débris du nadir de Unity, préparant ainsi l'arrivée du Cygnus NG-11.
Le Progress MS-10, amarré à l'arrière de Zvezda depuis novembre, réalise un rehaussage de l'orbite de l'ISS avec ses propulseurs le 23 mars. Les moteurs ont été allumés à 14h22 (UTC) pendant 342,3 secondes. Cette manœuvre a impulsé une accélération de 0,69 m/s à la Station.
Nick Hague et Christina Koch ont réalisé une deuxième sortie extra-véhiculaire le 29 mars pour poursuivre le déploiement des nouvelles batteries lithium-ion. Cette sortie devait être la première réalisée par deux femmes, mais une des deux combinaisons n'était pas adaptée pour Anne McClain.
La troisième sortie extra-véhiculaire fut conduite par Anne McClain et David Saint-Jacques le 8 avril. Leurs tâches ont permis d'accroître les communications sans fil autour de la Station et le réseau filaire. Ils ont également mis en place une redondance dans l'alimentation du bras Canadarm 2.
Progress MS-10 procède à un nouveau rehaussage de l'orbite le 23 mai, afin de positionner la Station pour l'atterrissage du Soyouz MS-11. Les moteurs ont été allumés à 16h08 (UTC) pendant 1 196,2 secondes. Cette manœuvre a impulsé une accélération de 2,55 m/s à la Station.
Oleg Kononenko et Alekseï Ovtchinine réalisent une sortie extra-véhiculaire depuis Pirs. Des expériences scientifiques installées à l'extérieur du module Poisk ont été récupérées tandis que le matériel d'étude des ondes plasma a été largué. Les cosmonautes ont assuré l'entretien du module depuis l'extérieur. Ils ont profité de cette sortie pour célébrer avec un jour d'avance le 85e anniversaire d'Alexeï Leonov, le premier homme à réaliser une sortie extra-véhiculaire, avec une photo à l'extérieur du segment russe.
Au cours de l'Expédition, une expérience de la NASA a recueilli des échantillons pour étudier des nanoparticules qui s'attaqueraient aux causes de pathologies comme Alzheimer et le VIH.

## Vols non-habités vers la Station
Les missions de ravitaillement qui sont arrivées à la Station au cours de l'Expédition 59 :
| Véhicule - numéro de vol ISS | Pays       | Mission    | Lanceur     | Port d'amarrage | Tir (UTC)               | Arrimage (UTC)       | Désarrimage (UTC)      | Durée     | Désorbitation          |
| ---------------------------- | ---------- | ---------- | ----------- | --------------- | ----------------------- | -------------------- | ---------------------- | --------- | ---------------------- |
| Progress MS-11 - ISS 72P     | Russie     | Logistique | Soyuz-2.1a  | Pirs nadir      | 4 avril 2019, 11:01:35  | 4 avril 2019, 14:22  | 29 juillet 2019, 10:44 | 116 jours | 29 juillet 2019, 15:50 |
| Cygnus NG-11 - CRS NG-11     | Etats-Unis | Logistique | Antares 230 | Unity nadir     | 17 avril 2019, 20:46:07 | 19 avril 2019, 09:28 | 6 juillet 2019, 10:15  | 78 jours  | 6 décembre 2019, 15:28 |
| SpaceX CRS-17 - SpX-17       | Etats-Unis | Logistique | Falcon 9    | Harmony nadir   | 4 mai 2019, 21:10       | 6 mai 2019, 13:33    | 3 juin 2019            | 28 jours  | 3 juin 2019, 20:56     |

## Galerie de photographies

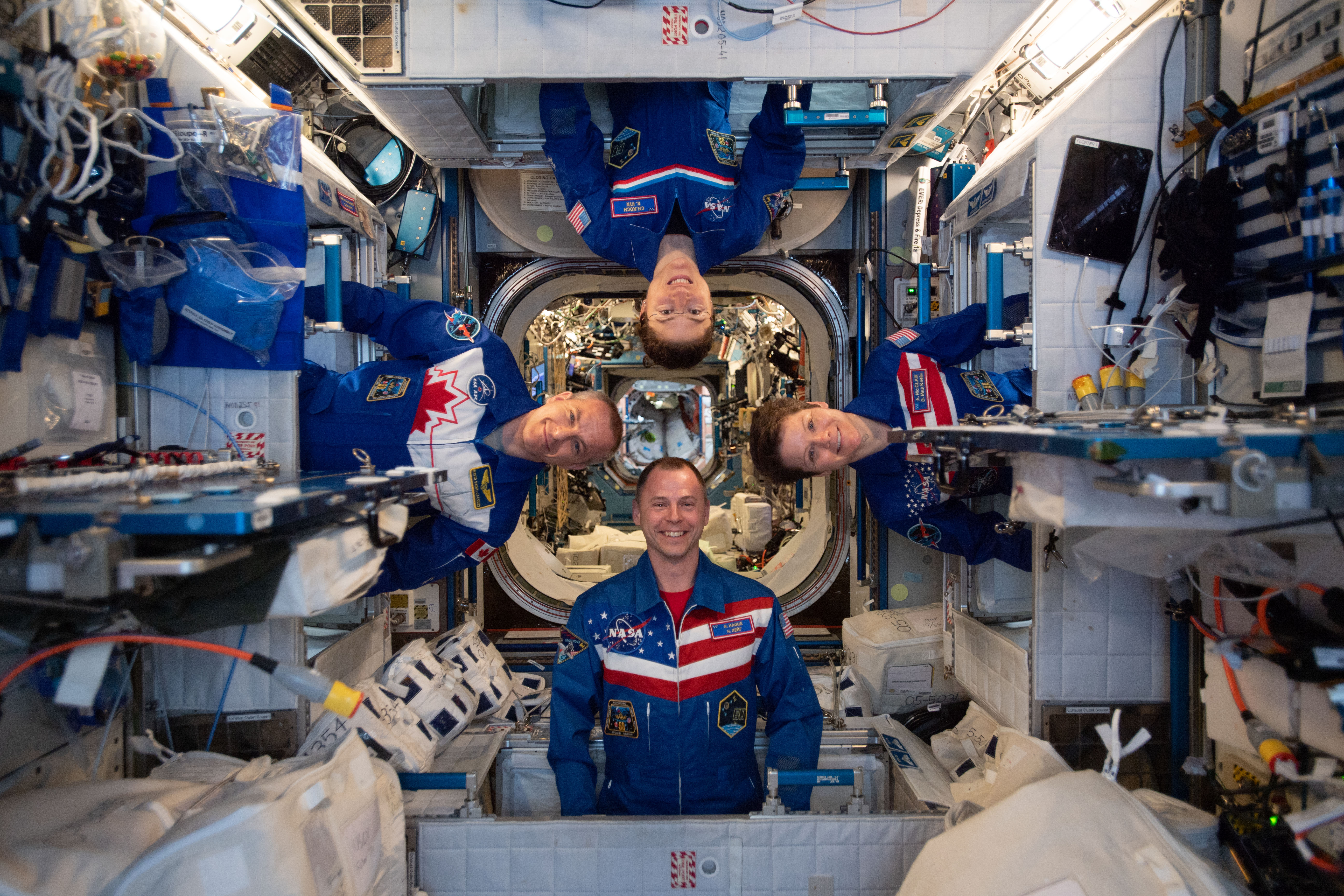
Quatre membres d'équipage dans leurs compartiments privés.
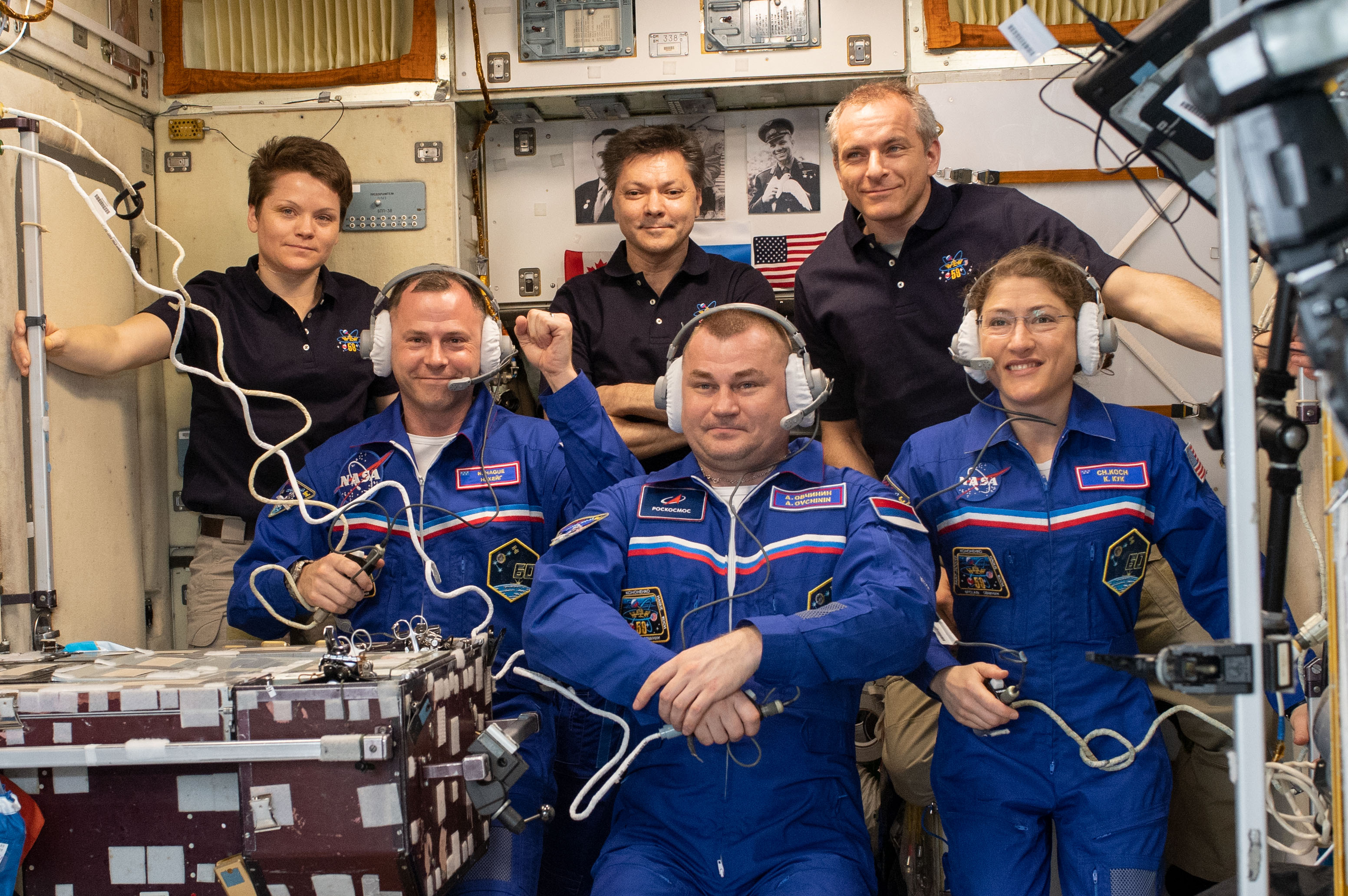
Cérémonie d'arrivée de l'Expédition 59 dans le module Zvezda.
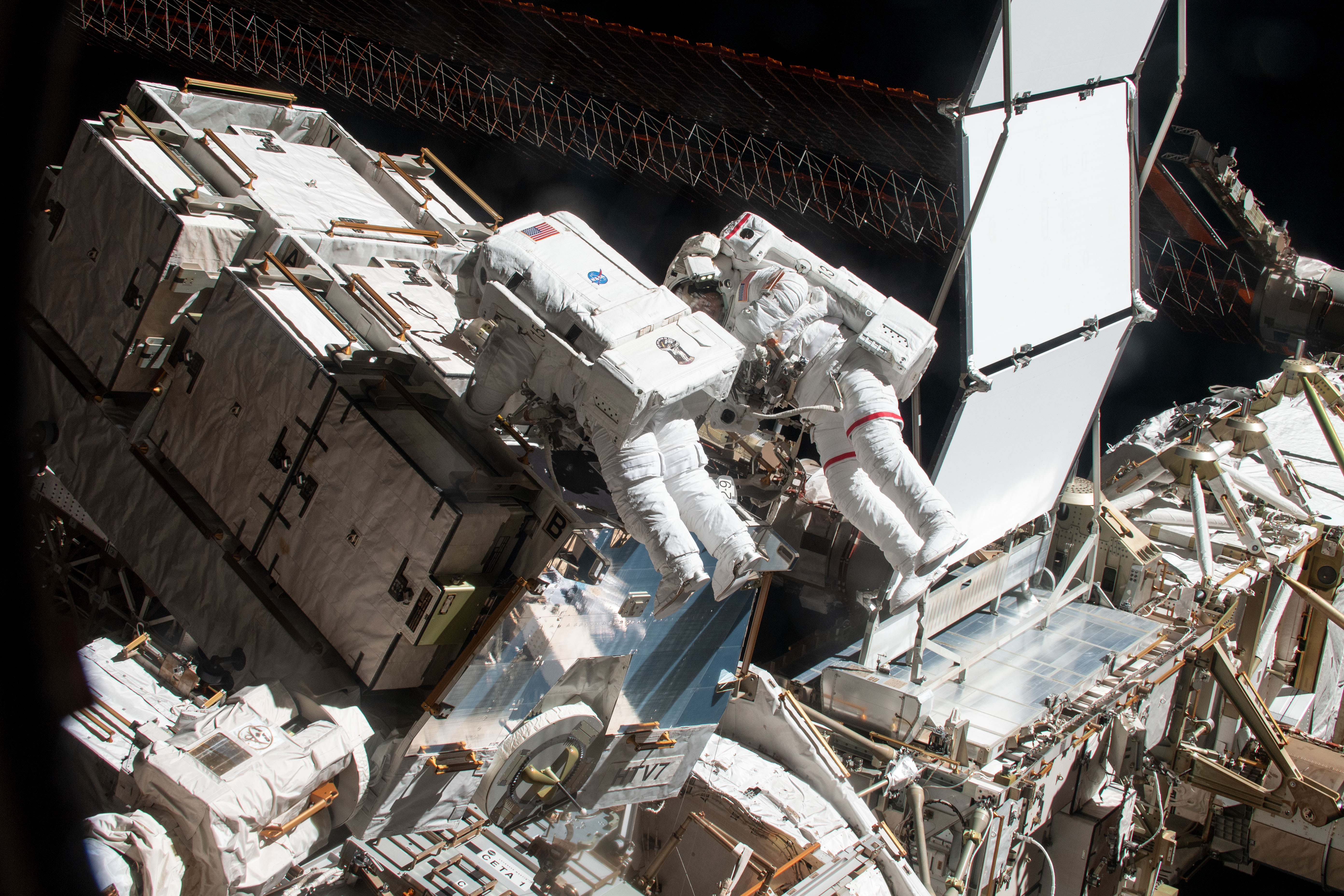
Christina Koch et Nick Hague lors d'une sortie extra-véhiculaire.
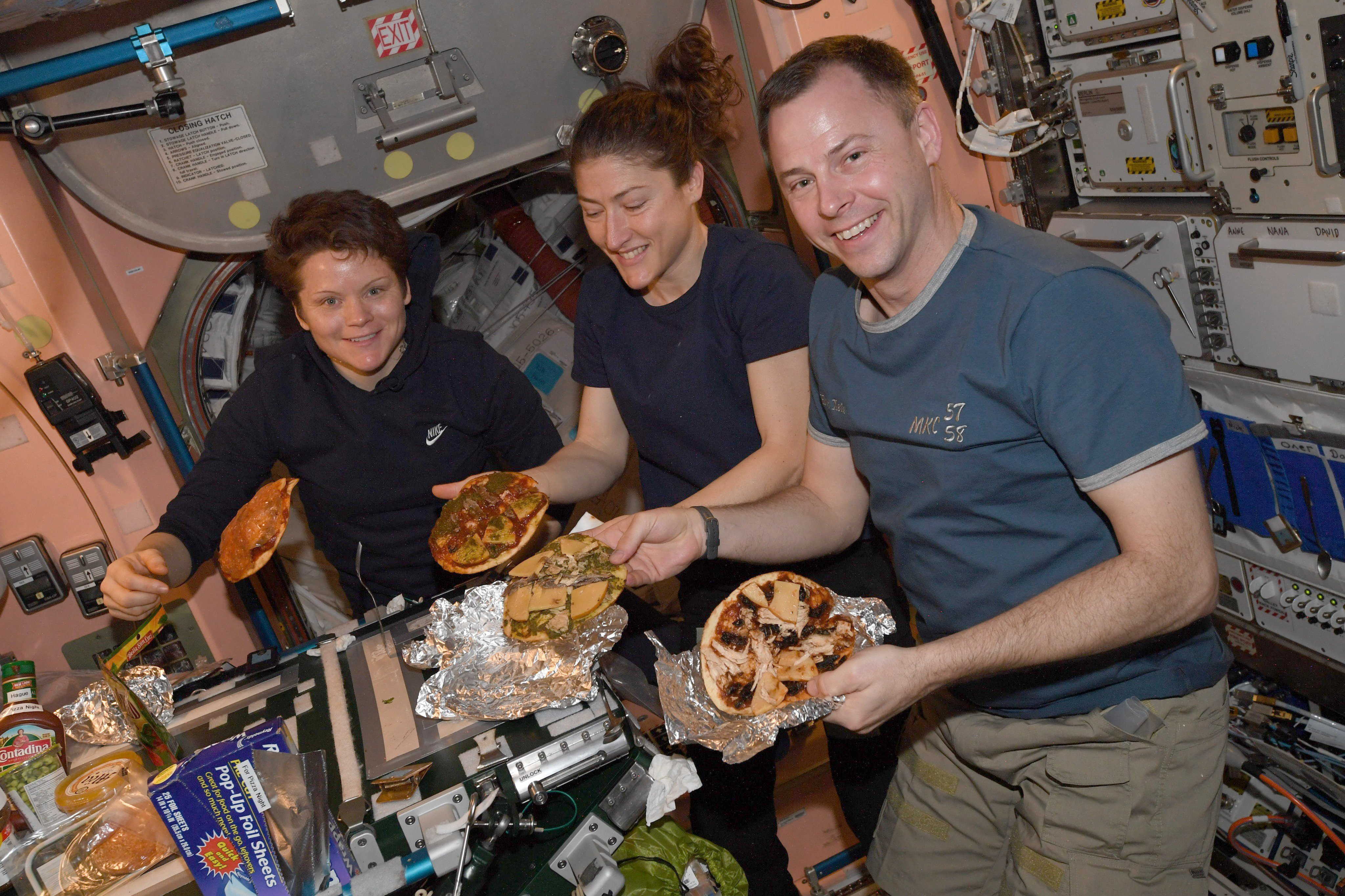
Repas à bord du module Unity.
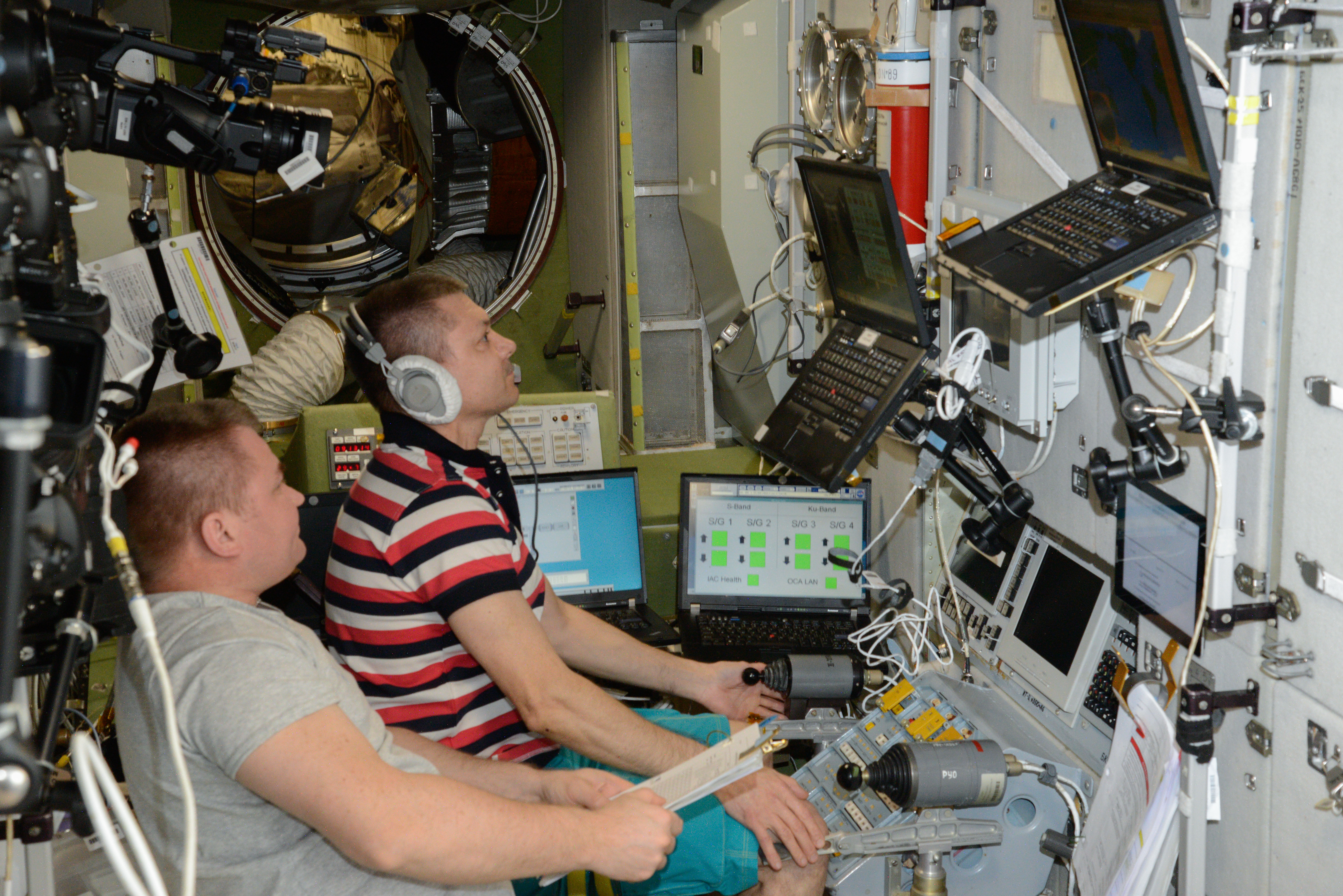
Alekseï Ovtchinine et Oleg Kononenko supervisant l'arrivée du Progress MS-11.
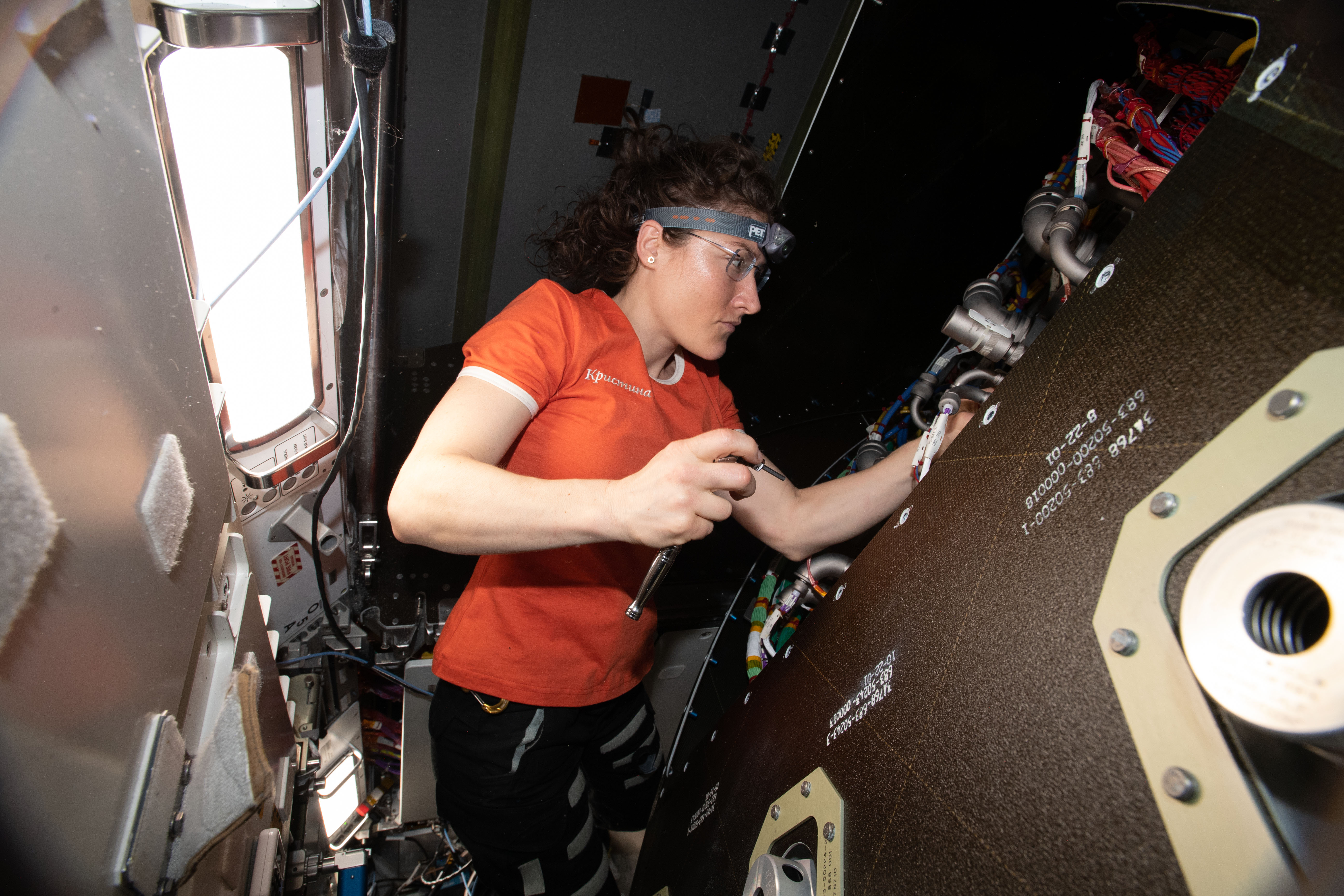
Opération de maintenance menée par Christina Koch dans Tranquility.